# Bembidion scopulinum
Bembidion scopulinum är en skalbaggsart som beskrevs av Kirby. Bembidion scopulinum ingår i släktet Bembidion och familjen jordlöpare. Inga underarter finns listade i Catalogue of Life.